# Alexandru G. Golescu
Alexandru G. Golescu (Bucarest, 1819 – Rusănești, 15 agosto 1881) è stato un politico rumeno, per un breve periodo primo ministro della Romania dal 14 febbraio al 1º maggio 1870.
Fu membro della Massoneria.